# Ivan Lukačević
Ivan Lukačević (Osijek, 7 ottobre 1946 – 26 luglio 2003) è stato un calciatore jugoslavo, di ruolo attaccante.

## Caratteristiche tecniche
Centravanti dotato di un tiro molto potente. Era particolarmente abile nel gioco aereo e, grazie alla forza che riusciva ad imprimere di testa al pallone, lo rendeva un giocatore molto prolifico su cross dei compagni.

## Carriera
Attaccante di Prva Liga e NASL, vanta 80 presenze e 44 gol nel campionato statunitense. È tra i protagonisti della NASL del 1976: nella finale giocata contro i Minnesota Kicks, Lukačević firma il secondo gol tirando da circa 18 metri sull'assist del compagno Ivair Ferriera.

## Palmarès

### Club

#### Competizioni nazionali
- North American Soccer League: 1

Toronto Metros-Croatia: 1976